# CCTV-1
CCTV-1は、中国中央電視台の総合チャンネルである。

## 概要
1958年9月2日、総合新聞チャンネルとして放送開始。中国全土で放送されているチャンネルで、内容としてはニュース、バラエティ、ドラマ、ドキュメンタリーなど織り交ぜて編集されている。また『新聞聯播』はここから放送しており、ほとんどがこのチャンネルに選択されている。
2003年に総合チャンネルに変更し、2009年9月28日からハイビジョン放送を行っている。
放送中は一部の番組を除いてCMが放送されている。24時間放送である。

## 主な番組
- 新聞聯播（1978年1月1日 - ） - 毎日19:00から放送されているニュース番組。新聞チャンネルと全国のテレビ局との同時放送。

※日本で放送されている『NHKニュース7』（NHK）に相当する。
- 小崔说事（2003年7月23日 - ？） - 毎週日曜日13:30から放送されているトークバラエティ番組である。2022年8月現在は放送されていない。
- 第一动画乐园（2011年 - ） - 毎日18：00から放送されている、子供向けのアニメ番組枠。最近では、バラエティとの連動企画もあり、週末版も放送されて時間を変更する場合がある。
- 分秒必争（放送開始日は不明 ） - 親子で様々なゲームに参加する視聴者参加型バラエティ番組時間の変動が多い。
- 人口（放送開始日は不明） - 毎週月曜日16:30から放送されている、様々な民族や文化についてスポットを当てるドキュメンタリー番組。
- 正大综艺（1990年4月 - ） - 毎週日曜日18:00から放送されているバラエティ。現在は『墙来啦!』という人間パズルのような番組が放送されている。
- 首席夜话（2011年8月7日 - ） - 毎週日曜日23:27から放送されている討論バラエティ番組。様々なテーマに沿って討論する。
- 我们有一套－毎週月曜日から水曜日まで夕方18時から放送されているバラエティ番組、さまざまな人々スポット当てて歌や踊りを楽しむバラエティ（2010年〜一時期放送休止現在は再開）

※一時期はステージの前に観客が座る演出があったが現在廃止されている。
- 状元360（2005年 - ） - 毎週木曜日18:00から放送されているチャレンジバラエティ番組。様々なテーマに沿って実際の能力を確かめる証明していく番組。
- 今日说法（1999年 - ） - 毎日12:35から放送されている報道ドキュメンタリー番組であり、司会とコメンテーターのやり取りがこの番組の特徴である。

※日本で放送されている『報道発 ドキュメンタリ宣言』（テレビ朝日系列）、『報道特集』（TBS系列）に相当する。
- 寻宝（放送開始日は不明） - お宝鑑定バラエティ。主に視聴者が持ってきた鑑定品（陶磁器、書画、玉細工、青銅など）を直接値段をつけたり、解説をする番組である。スタジオ背景には観客、3人か4人程度の参加者が中心である。

※開運!なんでも鑑定団（テレビ東京系）に酷似している。
- - 中国中央電視台春節聯歓晩会（1983年 - ） - 春節（旧正月）に放送、歌やコントや漫才やマジックなどさまざまな演目を披露し、春節を祝う特別番組である。

※日本で放送されている『NHK紅白歌合戦』（NHK）に相当する。
- 看见（2010年12月6日 -？ ） - 様々なテーマの添った人にスポットを当てて密着していくドキュメンタリー番組である。2022年8月現在は放送されていない。
- 生活早参考（2010年12月 - ） - 健康をテーマにしたバラエティ番組。

※日本で放送されている『おもいッきりテレビ』（日本テレビ系列）に相当する。